# Diocesi di Apolloniade
La diocesi di Apolloniade (in latino Dioecesis Apolloniensis) è una sede soppressa del patriarcato di Costantinopoli e una sede titolare della Chiesa cattolica.

## Storia
Apolloniade, identificabile con le rovine nei pressi del lago di Uluabat nell'odierna Turchia, è un'antica sede vescovile della provincia romana di Bitinia nella diocesi civile del Ponto. Faceva parte del patriarcato di Costantinopoli ed era suffraganea dell'arcidiocesi di Nicomedia.
La diocesi è documentata nelle Notitiae Episcopatuum del patriarcato di Costantinopoli fino al XV secolo. Nei concili del 680 e del 692 i vescovi apposero la loro firma agli atti con il titolo di episcopi Theotocianorum civitatis.
Tra i vescovi conosciuti di Apolloniade vi sono due santi: Marco, menzionato nel Menologio greco alla data del 25 giugno, che subì il martirio tramite la lapidazione; e Niceta, confessore della fede, che subì la persecuzione ad opera degli oppositori del culto delle immagini ed è ricordato nel martirologio romano alla data del 20 marzo.
Si conoscono altri vescovi di questa antica diocesi. Gorgonio (Gorgonios Apolloniados) fu tra i padri del primo concilio ecumenico celebrato a Nicea nel 325. Eugenio (Eugenios Apolloniados) partecipò al concilio di Efeso del 431. Paolo intervenne al sinodo di Costantinopoli del 22 novembre 448, durante il quale fu condannato l'archimandrita Eutiche; lo stesso vescovo prese parte il 13 aprile dell'anno successivo ad una nuova riunione sinodale, dove, su istanza dell'imperatore Teodosio II, fu confermata la condanna di Eutiche.
Ciriaco, episcopus Apolloniadis, sottoscrisse il decreto sinodale di Gennadio I di Costantinopoli contro i simoniaci nel 458/459 circa. Anastasio prese parte al terzo concilio di Costantinopoli nel 680. Simeone era presente al concilio in Trullo nel 692. Teofilatto assistette al secondo concilio di Nicea nel 787.
Un anonimo vescovo di Apolloniade, iconoclasta, è documentato nella vita di san Pietro di Atroa, attorno all'anno 832 circa. Michele infine partecipò al concilio di Costantinopoli dell'879-880 che riabilitò il patriarca Fozio.
Dal 1933 Apolloniade è annoverata tra le sedi vescovili titolari della Chiesa cattolica; la sede è vacante dal 9 febbraio 1968. Il titolo è stato assegnato a tre vescovi: Pjetër Dema, vescovo in Albania; Nicholas Thomas Elko, esarca apostolico per i fedeli ruteni residenti negli Stati Uniti d'America; e Enrico Petrilli, vescovo ausiliare di Siena.

## Cronotassi

### Vescovi greci
- San Marco †
- Gorgonio † (menzionato nel 325)
- Eugenio † (menzionato nel 431)
- Paolo † (prima del 448 - dopo il 449)
- Ciriaco † (menzionato nel 458/459 circa)
- Anastasio † (menzionato nel 680)
- Simeone † (menzionato nel 692)
- Teofilatto † (menzionato nel 787)
- San Niceta † (VIII/IX secolo)
- Anonimo † (menzionato nell'832)
- Michele † (menzionato nell'879)

### Vescovi titolari
- Pjetër Dema † (27 gennaio 1952 - 28 gennaio 1955 deceduto)[11]
- Nicholas Thomas Elko † (5 febbraio 1955 - 6 luglio 1963 nominato eparca di Pittsburgh)
- Enrico Petrilli † (2 settembre 1963 - 9 febbraio 1968 deceduto)